# Katy O'Brian
Pour les articles homonymes, voir O'Brian.
Katy M. O'Brian, née le 12 février 1989 à Indianapolis, est une actrice, écrivaine et artiste martiale américaine.
Elle est surtout connue pour ses rôles de Jentorra dans Ant-Man et la Guêpe : Quantumania, George dans Z Nation de Syfy, Major Sarah Gray dans la série de super-héros de The CW Black Lightning et Kimball dans Marvel : Les Agents du SHIELD. En outre, elle incarne Elia Kane, responsable des communications impériales, dans les deuxième et troisième saisons de The Mandalorian. Elle joue également un membre des sauveurs nommé Katy dans The Walking Dead pendant 2 épisodes.

## Biographie

### Jeunesse
Katy O'Brian est née le 12 février 1989 à Indianapolis, dans l'Indiana ; elle a trois frères aînés. Elle possède des origines mixtes, étant à la fois afro-américaine et euro-américaine. Dès l'âge de 5 ans, elle développe une passion pour les arts martiaux, s'initiant au Shorei Goju Ryu Karate ; cela se concrétise rapidement lorsqu'elle remporte un trophée pour sa deuxième place à son premier tournoi de karaté.

### Formation
Cette passion s'accompagne d'un parcours académique à l'Indiana University de Bloomington, où elle bénéficie d'un programme spécifique en arts martiaux. Durant ses études, elle obtient sa ceinture noire en hapkido via la United States Hapkido Federation, décroche une certification en application de la loi, grâce à l'Indiana Law Enforcement Academy, et continue d'explorer différents styles d'arts martiaux à l'université.

### Engagement dans la police
Après avoir obtenu son diplôme, elle intègre le département de police de Carmel, en Indiana. Au sein de ce corps de police, elle participe à l'équipe d'intervention en cas de crise, spécialisée dans l'assistance aux personnes souffrant de diverses affections psychologiques telles que la psychose, la dépression, la maladie d'Alzheimer ou l'autisme. C'est également pendant cette période qu'elle obtient sa certification en tant que coach sportif et commence à concourir dans le bodybuilding, plus précisément dans la catégorie figure. Elle participe à deux compétitions de bodybuilding, en septembre 2014 et mai 2015, mais arrête en raison du coût élevé, déclarant aussi qu'elle ne souhaitait pas prendre de stéroïdes comme certains autres concurrents.

### Débuts d'actrice
Après sept ans passés dans les forces de l'ordre, elle décide de quitter la police pour s'engager dans une carrière d'actrice à Los Angeles. Elle collabore au programme d'arts martiaux de l'UCLA, aidant aux cours d'auto-défense et dirigeant le programme de hapkido. Grâce aux programmes d'UCLA, elle développe également une passion pour le muay-thaï et le jiu-jitsu brésilien.
Dès sa première année à Los Angeles, elle obtient des rôles dans des productions à succès telles que The Walking Dead d'AMC, Halt and Catch Fire, Tosh.0 et Murder, avant d'interpréter le personnage de George, leader d'une nation post-apocalyptique, dans la série Z Nation sur Syfy.

## Carrière
Son premier rôle à la télévision est celui de Katy dans la série The Walking Dead de la chaîne AMC, suivi par des apparitions dans Halt and Catch Fire, Tosh.0 et Murder.
Puis, c'est en 2018 qu'elle obtient son premier rôle régulier dans la série d'action comique Z Nation, où elle incarne George, une leader émergente de l'Apocalypse. En 2019, elle joue dans la série Black Lightning de The CW dans le rôle de l'antagoniste de l'ASA, le Major Sara Grey, et fait une apparition dans la saison 3 de Westworld sur HBO.
En 2020, elle rejoint la série The Mandalorian de l'univers Star Wars, où elle joue le rôle de Elia Kane, un personnage récurrent des saisons 2 et 3 de la série.
Elle a également participé à l'univers cinématographique Marvel en interprétant le personnage de Kimball dans Agents du S.H.I.E.L.D. en 2020. En 2023, elle obtient un rôle principal en tant que Jentorra, leader des Combattants de la Liberté dans le Royaume Quantique, dans Ant-Man et la Guêpe : Quantumania.
2024 marque un tournant décisif dans sa carrière avec son rôle de Jackie dans le film Love Lies Bleeding, une production de A24 réalisée par Rose Glass, au côté de Kristen Stewart. Jackie est une culturiste qui se prépare pour une compétition nationale à Las Vegas, dans une histoire mêlant meurtres, sang et problèmes de confiance.
En 2025, Katy O'Brian intègre la saga Mission impossible en jouant dans le huitième volet, Mission: Impossible - The Final Reckoning, produit par Paramount Pictures et Skydance.

## Vie privée

### Santé
En 2024, Katy O'Brian annonce lors d'une interview au magazine Self être atteinte de la maladie de Crohn, une maladie auto-immune entraînant des symptômes pénibles tels que des diarrhées fréquentes, des douleurs abdominales ou une fatigue intense.
Malgré la possibilité de garder un emploi du temps chargé et de pratiquer régulièrement la musculation, elle explique que son état a connu une aggravation importante lors du tournage de Love Lies Bleeding.
Elle raconte comment est apparue la maladie de Crohn : « Les symptômes ont commencé au moins un an avant mon diagnostic, quand j'ai soudainement perdu 15 kilos. J'étais tellement fatiguée, au point de me sentir à peine fonctionnelle, surtout après un gros repas. » Continuant ses activités malgré tout jusqu'en mars 2020, elle se retrouve gravement malade, ce qui conduit à diagnostiquer sa maladie après une hospitalisation en urgence. Deux ans plus tard, une complication survient juste avant le début du tournage de Love Lies Bleeding ; son médecin lui annonce la nécessité d'une intervention chirurgicale en urgence pour retirer du tissu cicatriciel de son intestin grêle, qui risque de provoquer une occlusion intestinale.
Expliquant que ce processus a nécessité environ six mois de rétablissement, elle reconnaît que « même maintenant, plus d'un an plus tard, j'en suis toujours à reconstituer mes forces » ; malgré les épreuves, elle se dit reconnaissante que l'opération se soit bien passée et que son affection soit sous contrôle.

### Relation
En 2016, lors du tournage d'un film étudiant, Katy O'Brian fait la connaissance de Kylie Chi, qui devient par la suite sa compagne : elles vivent ensemble à Los Angeles, où elles se sont mariées en juillet 2020,.

## Filmographie

### Cinéma
- 2023 : Ant-Man et la Guêpe : Quantumania (Ant-Man and the Wasp: Quantumania) de Peyton Reed : Jentorra
- 2024 : Love Lies Bleeding de Rose Glass : Jaqueline « Jackie » Cleaver
- 2024 : Twisters de Lee Isaac Chung : Dani
- 2025 : Mission: Impossible - The Final Reckoning de Christopher McQuarrie : Kodiak
- 2025 : Queens of the Dead (en) de Tina Romero
- 2025 : Christy de David Michôd : Lisa Holewyne
- 2025 : Running Man (The Running Man) d'Edgar Wright

### Télévision
- 2017-2018 : The Walking Dead : Katy (2 épisodes)
- 2018 : Murder : Cashier Girl (saison 4, épisode 12)
- 2018 : Z Nation : Georgia « George » St. Clair (saison 5)
- 2019-2020 : Black Lightning : Major Sara Grey (saison 3)
- 2020 : Marvel : Les Agents du SHIELD : Kimball (saison 7, 3 épisodes)
- 2020 : Westworld : EMT (saison 3, épisode 3)
- 2020, 2023 : The Mandalorian : Elia Kane (saisons 2 et 3)
- 2021 : Magnum : Kai Durrell (saison 3, épisode 4)
- 2021 : The Rookie : Le Flic de Los Angeles : Katie Barnes (saison 3, épisode 11)